# Pływające stacje demagnetyzacyjne projektu B208

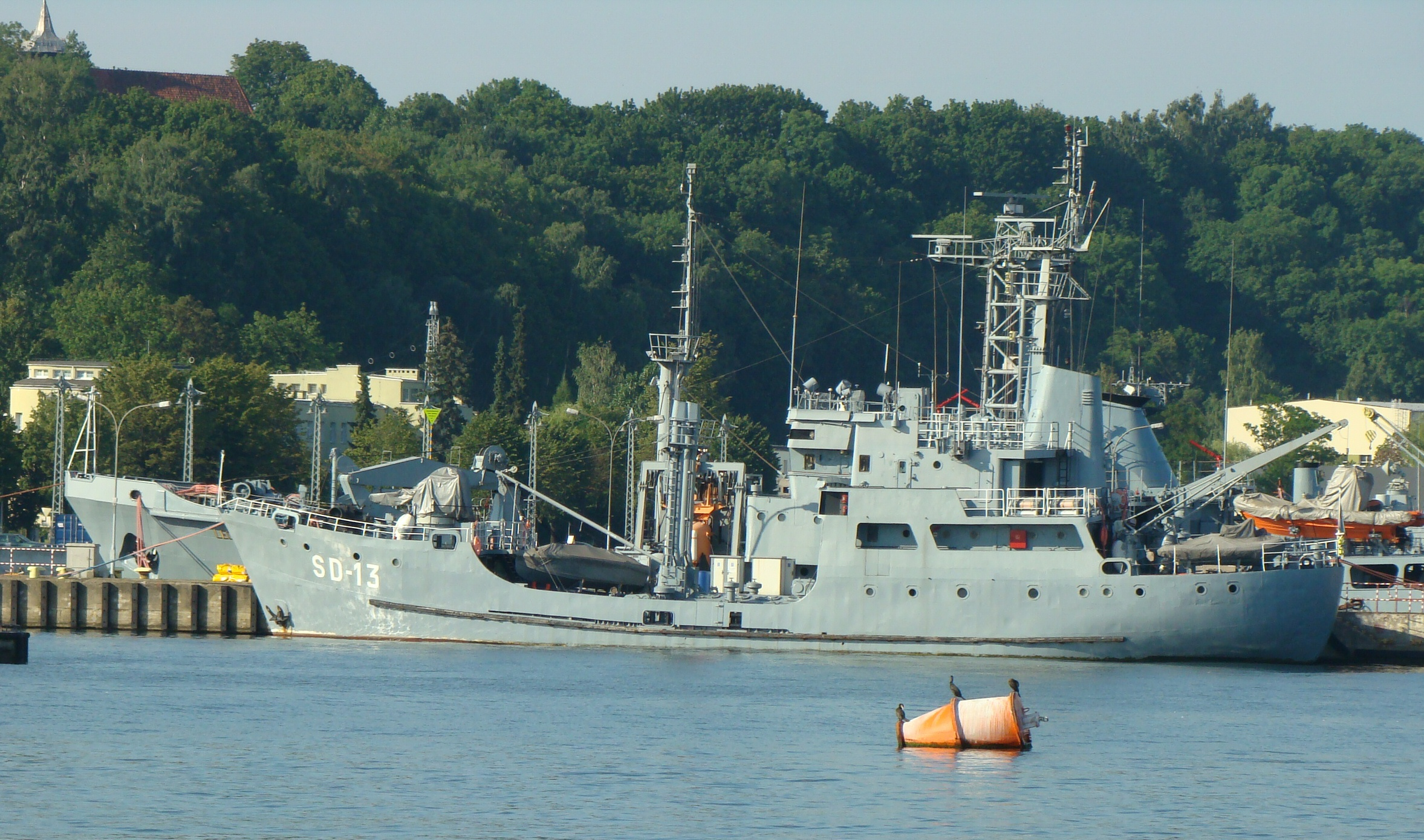
SD-13 w Gdyni, 2018

Pływające stacje demagnetyzacyjne projektu B208, (kod NATO: Mrowka) – seria 3 polskich okrętów pomocniczych o znakach taktycznych SD-11, SD-12 i SD-13, polskiej konstrukcji, które weszły do służby w latach 1971–1972.

## Opis
Okręty projektu B208 to jednostki pomocnicze klasy pływająca stacja demagnetyzacyjna, służące do przeprowadzania demagnetyzacji innych okrętów, czyli sprowadzenia ich pól magnetycznych do minimalnego poziomu. Dokonywane jest to przez opasanie kadłuba okrętu zwojami kabli, przez które przepływa prąd elektryczny, którego pole magnetyczne niweluje pole magnetyczne okrętu. Demagnetyzacja zabezpiecza przed magnetycznymi minami morskimi.
Okręty projektu B208 były zaprojektowane w Polsce pod koniec lat 60. XX wieku w Centrum Badawczo-Projektowym Żeglugi Śródlądowej NAVICENTRUM we Wrocławiu. Zbudowane zostały w Stoczni Marynarki Wojennej w Gdyni.
Okręty te dla celów samoobrony otrzymały uzbrojenie w postaci jednej podwójnie sprzężonej automatycznej armaty przeciwlotniczej 2M-3M kaliber 25 mm w półodkrytej wieży na dziobie. Na SD-12 pod koniec lat 80. wymieniono armatę na również podwójnie sprzężoną ZU-23-2M Wróbel kaliber 23 mm. Podobną modernizację przeprowadzono później na SD-13 i SD-11.
Zasadnicze wyposażenie okrętu stanowią urządzenia do demagnetyzacji. Na śródokręciu znajdują się maszty będące zarazem kominami agregatów demagnetyzacyjnych z bomem ładunkowym oraz łódź ratowniczo-robocza. Pod pokładem dziobowym znajdują się bębny z kablem demagnetyzacyjnym. Standardowym wyposażeniem są magnetometry i ramy do sond. Ponieważ demagnetyzacja odbywa się w portach, część wyposażenia znajduje się na nadbrzeżu.
| Nazwa | data podniesienia bandery |
| ----- | ------------------------- |
| SD-11 | 10 października 1971      |
| SD-12 | 25 czerwca 1972           |
| SD-13 | 18 grudnia 1972           |

SD-11 i SD-13 przydzielone zostały do 45 dywizjonu Pomocniczych Jednostek Pływających Komendy Portu Wojennego Gdynia, 3 Flotylla Okrętów, a SD-12 do 42 dywizjonu Pomocniczych Jednostek Pływających KPW Świnoujście, 8 Flotylla Obrony Wybrzeża. W czerwcu 1975 roku wszystkie trzy jednostki uczestniczyły w ćwiczeniach o kryptonimie Posejdon-75. Następnie SD-11 przeniesiono w 2005 roku do dPJP KPW Świnoujście. Obecnie w służbie pozostają SD-11 w 12 Dywizjonie Trałowców w Świnoujściu oraz SD-13 w Dywizjonie Okrętów Wsparcia w Gdyni.
SD-12 został wycofany ze służby 31 maja 2005 i sprzedany na złom.

### Dane techniczne
Podstawowe dane
- Długość całkowita Lc = 44,35 m.
- Długość pomiędzy pionami Lpp = 39,125 m
- Szerokość całkowita Bc = 8,14 m.
- Szerokość konstrukcyjna (na wręgach) Bz = 8,10 m.
- Wysokość boczna Hb = 3,40 m.
- Zanurzenie średnie przy pełnej wyporności Tśr = 2,54 m.
- Zanurzenie rufy przy pełnej wyporności Tr = 2,64 m.
- Wyporność pełna  660 ton
- Wyporność maksymalna 662,4 ton
- Moc silnika głównego Ne = 305 KM

Zapasy
- paliwo 28,0 t (33,9 m³) (zbiorniki denne 16,2 m³, 17,7 m³, zbiorniki rozchodowe 2*500 kg, rozmieszczone po 2 w siłowniach głównej i 1x650 kg oraz 1x450 kg pomocniczej)
- olej świeży (łącznie) 1,5 t
- woda słodka 27.0 t (w tym woda do picia 7 t) (1 zbiornik 10 m³)
- prowiant suchy – 185 racji (5 dni żywienia)
- żywność 2,0 t
- Zasięg pływania: 1000 mil morskich tam i z powrotem bez uzupełniania zapasów (łączna długość rejsu 2000 Mm)
- Uzbrojenie: 2 działka plot. 23 mm. ZU-23-2M Wróbel (2×I)